# Barra (flygplats)
Barra är en flygplats i Brasilien.   Den ligger i kommunen Barra och delstaten Bahia, i den östra delen av landet, 700 km nordost om huvudstaden Brasília. Barra ligger 410 meter över havet.
Terrängen runt Barra är mycket platt. Närmaste större samhälle är Barra, 1,2 km sydost om Barra.
Omgivningarna runt Barra är en mosaik av jordbruksmark och naturlig växtlighet. Trakten runt Barra är nära nog obefolkad, med mindre än två invånare per kvadratkilometer.